# Sarah McCreanor
Sarah McCreanor (n. 2 august 1992, Brisbane, Queensland, Australia), cunoscută profesional ca Smac sau Hydraulic Press Girl, este o actriță, dansatoare, comediană și creatoare de conținut⁠(d) australiană. Este cunoscută pentru clipurile video⁠(d) în care își mișcă corpul pentru a imita obiecte zdrobite de presa hidraulică. De asemenea, a jucat în aproximativ 70 de spoturi de publicitate.

## Tinerețe
McCreanor s-a născut la 2 august 1992 la Brisbane, Australia. Ea a început cursurile de dans la 5 ani, dezvoltând ulterior un interes pentru slapstick. Astfel de interes i-a fost inspirat în mare măsură de duo-ul australian de comedie Lano și Woodley⁠(d) și de actorii Jim Carrey și Rowan Atkinson (Mr. Bean). La Queensland Academy for Creative Industries⁠(d), McCreanor s-a specializat în teatru și arte vizuale și a absolvit în 2009.

## Activitate profesională
Din 2012 până în 2013, a participat în show-ul How to Train Your Dragon Arena Spectacular, jucând rolul lui Astrid împreună cu actrița americană Gemma Nguyen. După premiera din Australia, spectacolul a fost turnat în turnee în alte țări, ultima oară la Los Angeles, California. McCreanor a decis să se stabilească aici. O parte semnificativă din veniturile lui McCreanor în primii săi ani în Los Angeles provine din munca în industria comercială: din 2013 până în 2022 s-a filmat în aproximativ 70 de reclame. Ea a produs conținut promoțional pentru companii precum Netflix, Levi's și Warner Bros. A mai jucat în emisiuni de televiziune și videoclipuri muzicale și a participat în show-urile de dans So You Think You Can Dance⁠(d) (versiunea americană) și Dancing with Myself⁠(d) în 2019 și respectiv 2022. De asemenea, a făcut frecvent sesiuni de fotografie și deține studiouri de producție în centrul orașului Los Angeles.
Pe internet, McCreanor a început să facă videoclipuri imitând animale, cum ar fi găina. Cu timpul, ea a remarcat multe videoclipuri de reacție⁠(d) la imagini cu obiecte zdrobite în presa hidraulică. McCreanor a considerat că oamenii care reacționau o făceau în mare parte doar schimbând expresiile faciale, fără să vorbească. Odată cu izolarea socială provocată de pandemia de COVID-19, acest tip de conținut a determinat-o să înceapă „Hydraulic Press Girl”, o serie de videoclipuri, de obicei accelerate, în care, îmbrăcată în haine colorate, își mișcă corpul pentru a imita strivirea unui obiect – dansul său și obiectul strivit fiind redate simultan pe ambele jumătăți ale ecranului. Ea a postat primul astfel de videoclip în decembrie 2020 pe TikTok, cu filmulețe provenind de pe contul de YouTube „Hydraulic Press Channel⁠(d)”. Conform spuselor sale, proiectul descrie arta mai mult ca un „fluid viu [...] decât un fel de obiect static inert pe care îl admirăm de la distanță”. Potrivit site-ului ei, clipurile au început să devină virale la începutul anului 2021, iar în acel an ea a început să folosească propria sa presă hidraulică, mai mică. Cea de-a 100-a „presare” a celebrat-o în iunie 2022.

### Imagine publică și critică
Seria de filmulețe „Hydraulic Press Girl” este considerată principala contribuție la faima ei online. Roberto Badillo de la El Heraldo de México⁠(d) o consideră pe McCreanor unul dintre cei mai admirați influenceri⁠(d) australieni. Către februarie 2024, ea a depășit 1,6 milioane de abonați pe YouTube și 1 miliard de vizualizări. Pe TikTok, ea avea peste 1,6 milioane de urmăritori în octombrie 2021 și peste 2,6 milioane în februarie 2024.
Ea a fost inclusă în premiile „Creative 100” ale Adweek⁠(d) în 2022, fiindu-i lăudate videoclipurile online „ciudate și distractive” și colaborările cu alți creatori. În 2022, în cadrul galei „Creators of Tomorrow” organizată de Meta Platforms, McCreanor a fost recunoscută pentru „excelență în creativitate” (în engleză Creative Excellence). Galeria Națională din Victoria⁠(d) a ales clipuri din seria „Hydraulic Press Girl” pentru a fi incluse în expoziția trienală 2023-24. Echipa de marketing a galeriei a scris că munca lui McCreanor are o „uniune de violență fără consecințe și umor, ironie și performanță [care] culminează cu un răspuns visceral la potențialul corpului uman”.